# Rumex chrysocarpus
Rumex chrysocarpus är en slideväxtart som beskrevs av Giuseppe Giacinto Moris. Rumex chrysocarpus ingår i släktet skräppor, och familjen slideväxter. Inga underarter finns listade i Catalogue of Life.